# Métropole de Serrès et Nigriti
La Métropole de Serrès et Nigriti (en grec byzantin : Iερά Μητρόπολις Σερρών και Νιγρίτης) est un évêché du Patriarcat œcuménique de Constantinople, provisoirement autorisé à participer à la vie synodale de l'Église orthodoxe de Grèce. Son siège est à Serrès en Macédoine-Centrale, dans la vallée du Strymon. La métropole compte 113 paroisses.

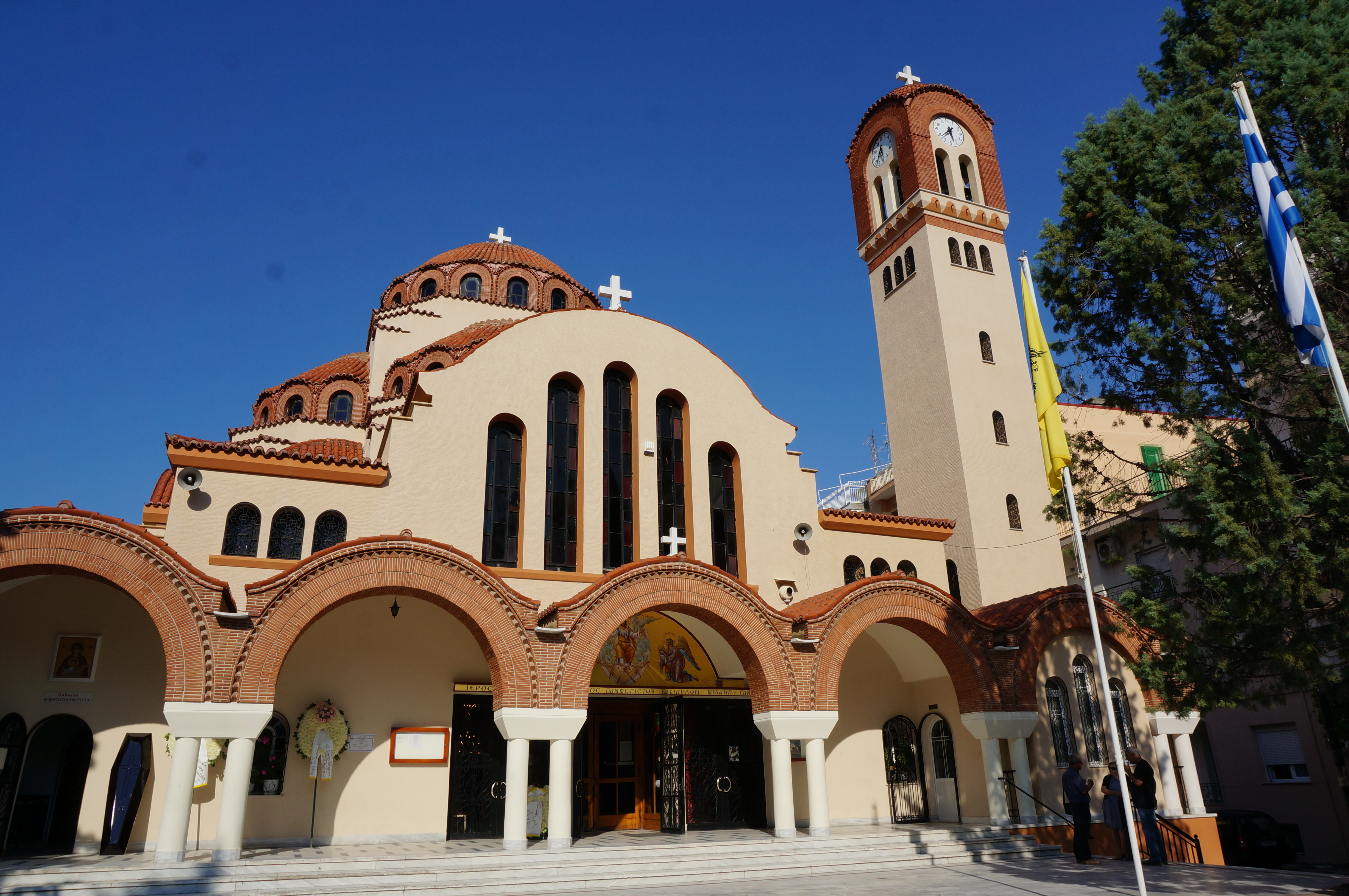
L'église des Taxiarques, actuelle métropole de Serrès.

## La cathédrale
La cathédrale est l'église des Taxiarques à Serrès. L'ancienne cathédrale, sanctuaire vénéré n'étant plus église paroissiale, est dédiée aux saints Théodore Tyron et Théodore le Stratilate.

## Les métropolites
- Théologue (né Jean) depuis 2003.
- Maxime (né Georges Xydas à Constantinople en 1942) de 1984 à 2003.

## Les monastères

### Monastère de femmes
- Monastère de Saint-Jean le Précurseur (Prodrome), à Serrès, fondé en 1270.
- Monastère de la Mère de Dieu Vissiana à Serrès, fondé en 1976.

## Les solennités locales
- La fête des très saints archanges, le 8 novembre.
- La fête de saint Nicétas le Nouveau, néomartyr à Serrès le 4 avril 1808. Depuis 1987, il est fêté le Dimanche de Thomas (1er dimanche après Pâques).
- La fête du monastère Saint-Jean, le 29 août.
- La fête de saint Antoine de Strymoniko.
- La fête de saint Jean de Serrès, second fondateur du monastère Saint-Jean, le 12 décembre. Saint Jean de Serrès fut d'abord évêque de Zichna sous le nom de Joachim. Puis il reçut le grand habit monastique et le nom de Jean. Il mourut en 1333.

## Galerie

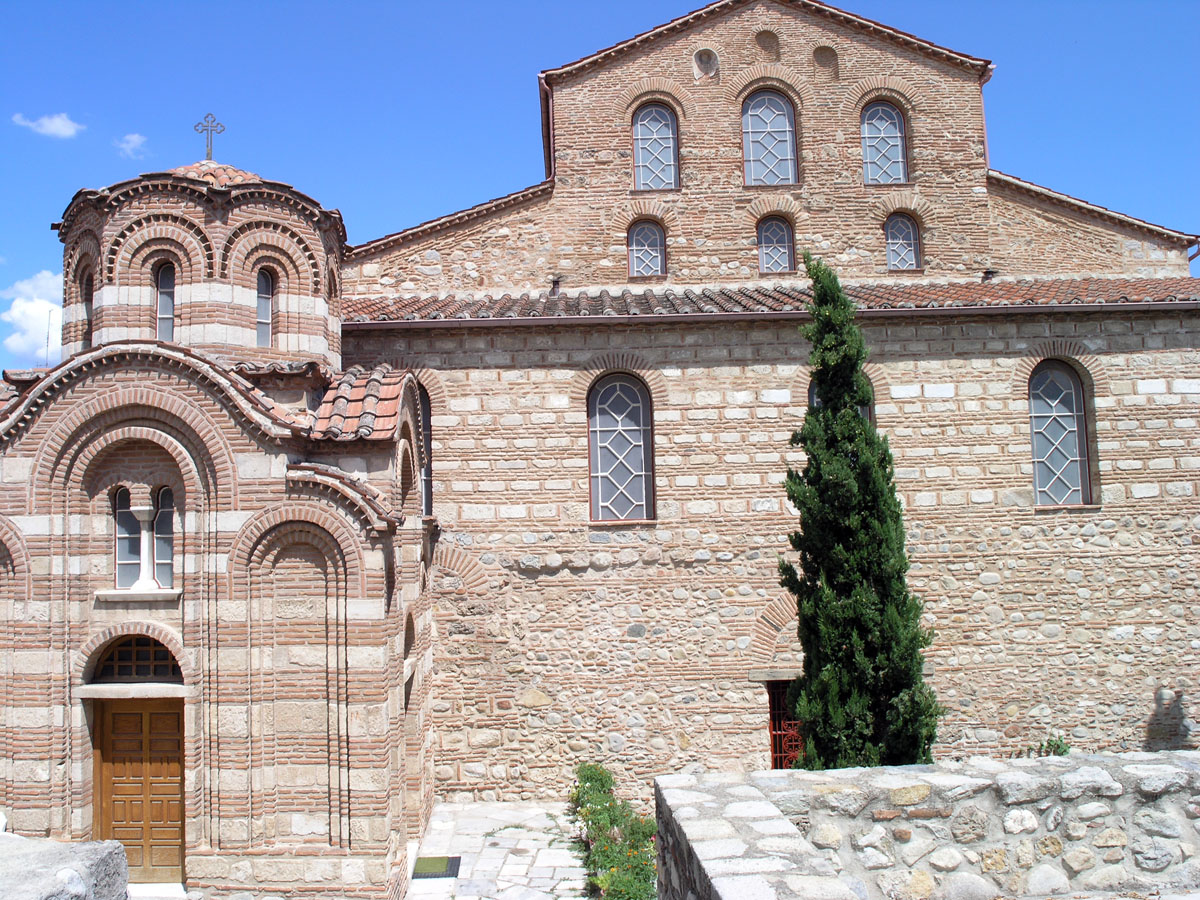
L'église des saints Théodore, ancienne métropole de Serrès datant du XIIe siècle.
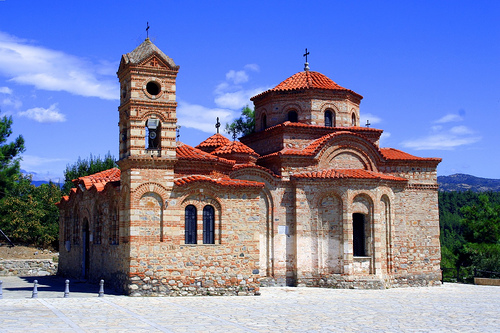
L'église Saint-Nicolas de l'acropole de Serrès.
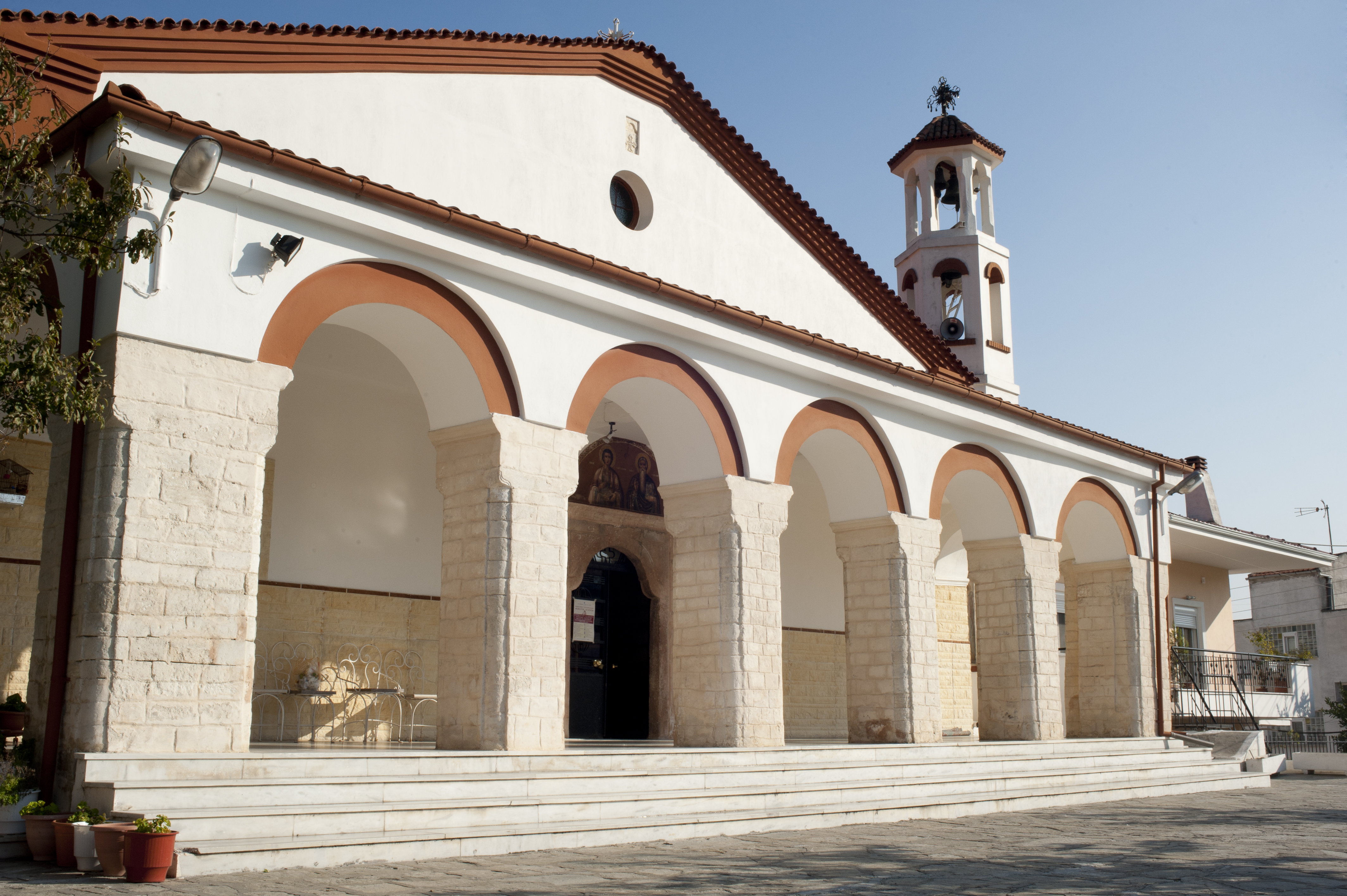
Façade de l'église Saint-Pantéléïmon à Serrès.
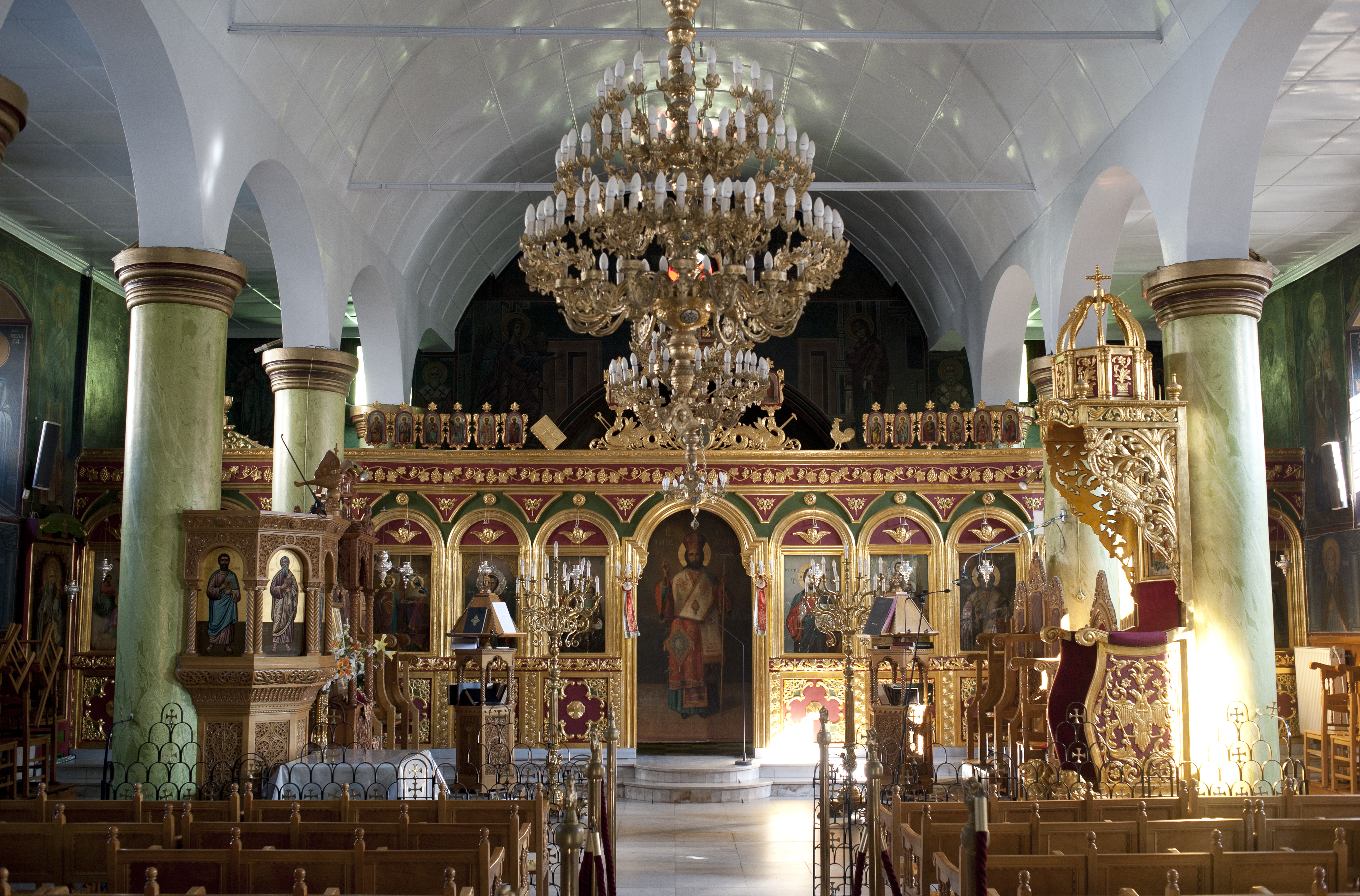
Intérieur de l'église Saint-Pantéléïmon à Serrès.
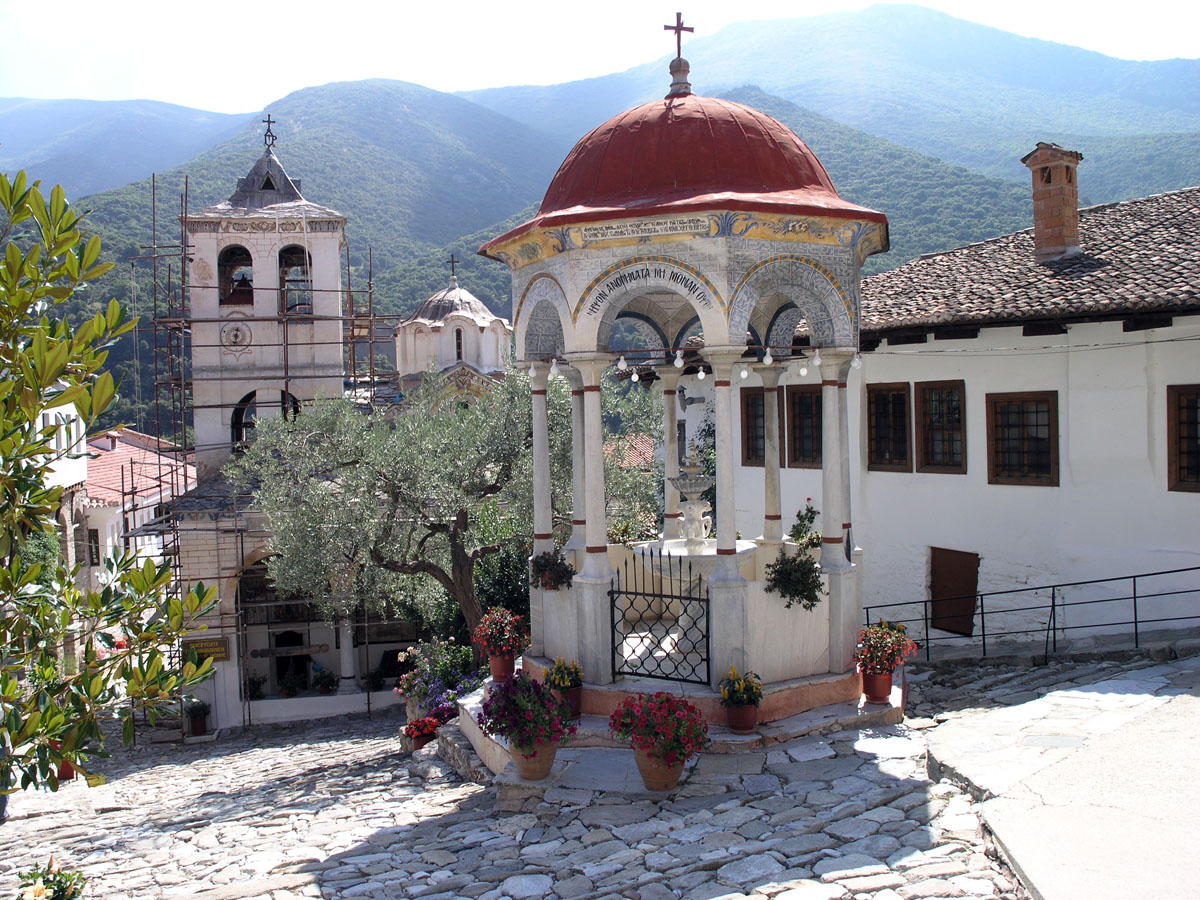
Vue générale du monastère Saint-Jean-le-Précurseur près de Serrès.
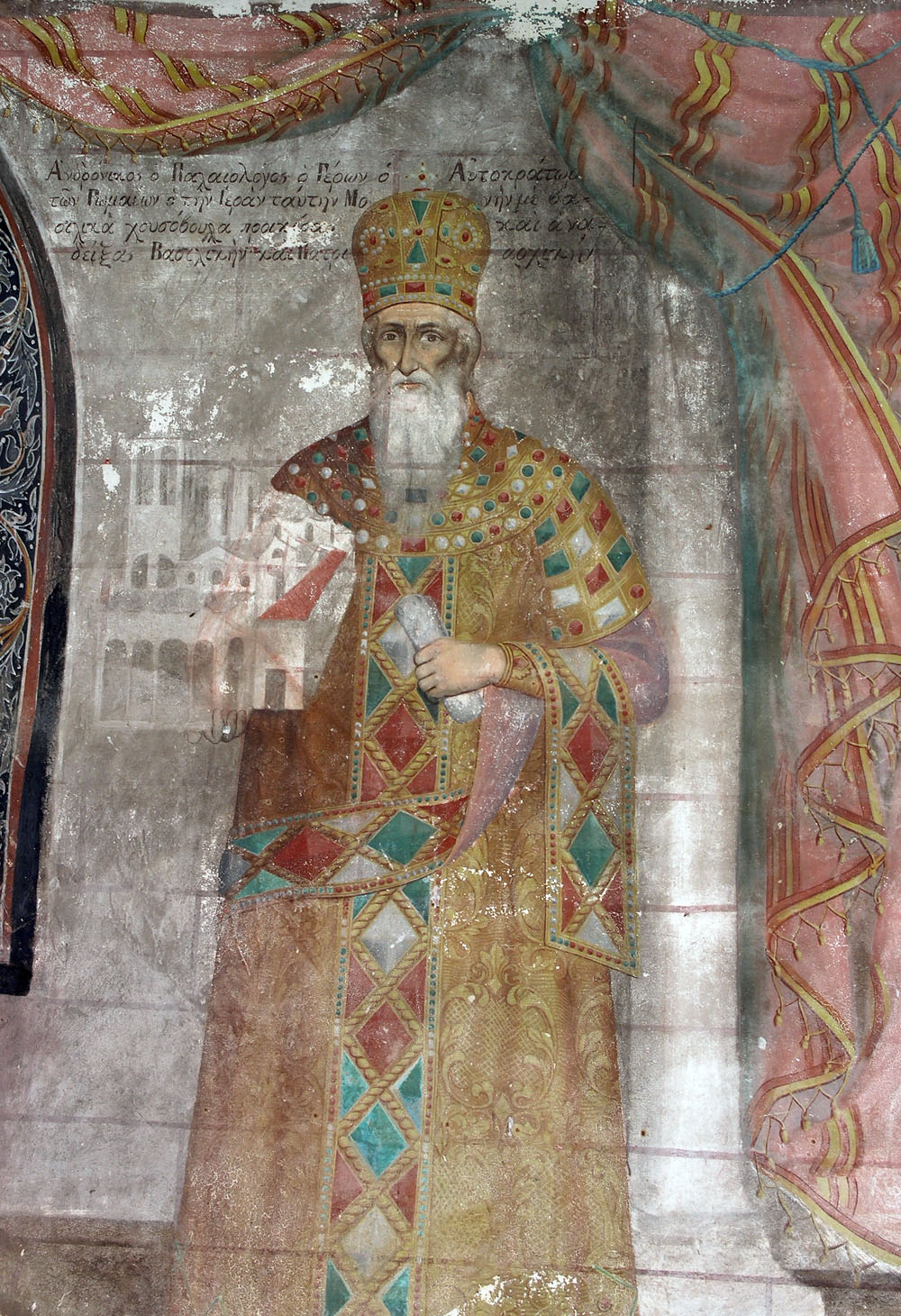
L'empereur Andronic II Paléologue accordant des privilèges au monastère Saint-Jean-le-Précurseur (fresque du XIVe siècle sur un mur du catholicon).
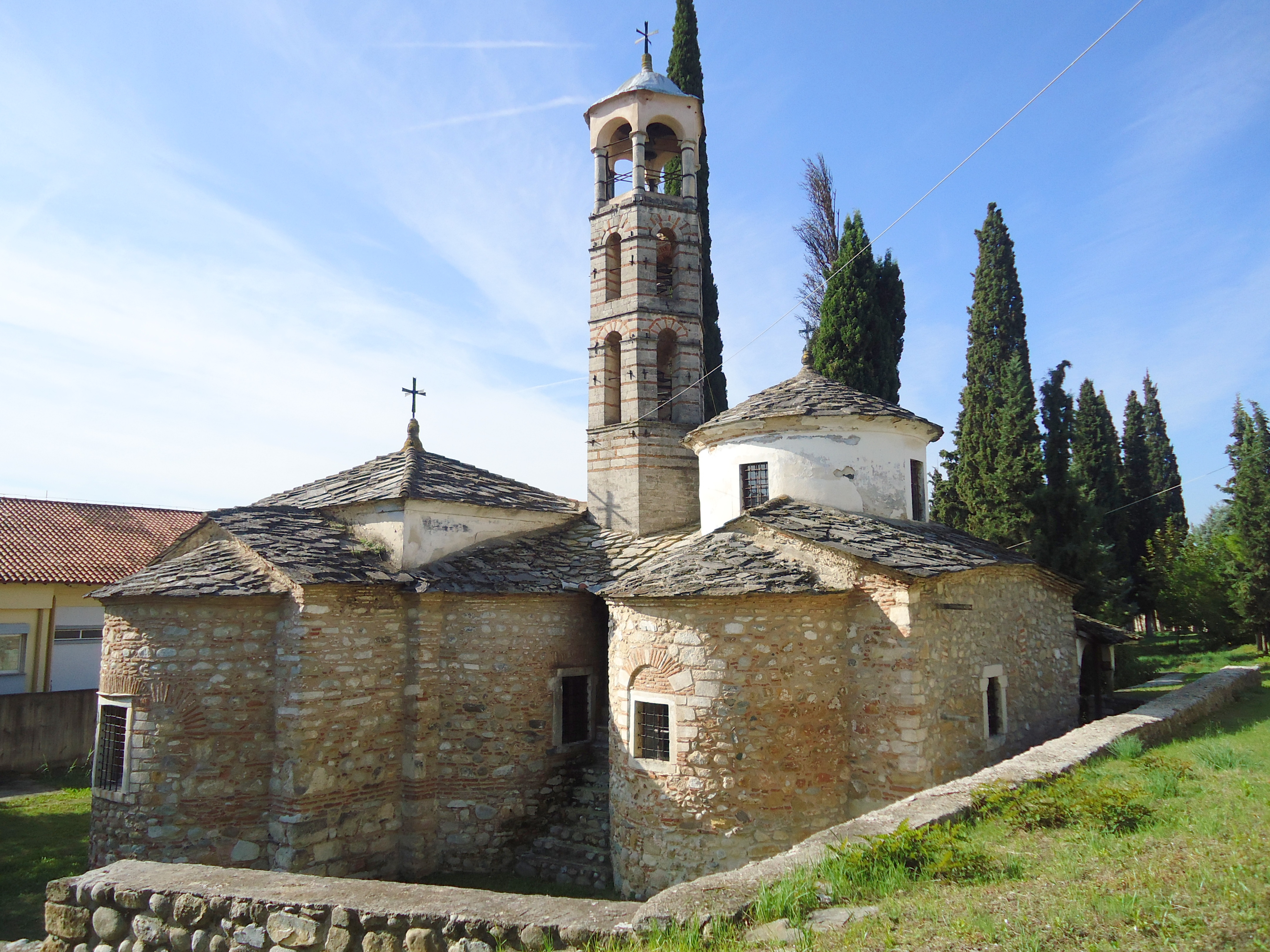
Monastère d'Ágios Geórgios Kryonerítis.

## Les sources
- (el) Le site de la métropole : http://www.imsn.gr